# St. Louis
St. Louis (Saint Louis) je americké město, druhé nejlidnatější ve státě Missouri. Podle údajů z roku 2010 má 319 294 obyvatel, to je 58. největší ve Spojených státech, spolu s předměstími (metropolitní oblast Greater St. Louis) má 2 812 896 obyvatel, a je tak 18. největší v USA. Před založením francouzskými kolonisty v roce 1673, zde bylo významné centrum původních obyvatel Ameriky – stavitelů mohyl (moundbuilders). Odtud také pramení přezdívka města – Mound City. Pojmenováno bylo po francouzském králi Louisi – Ludvíku IX. (Svatém).
Město bylo v roce 1904 dějištěm historicky třetích letních olympijských her.

## Demografie
| Rok            | 1810    | 1830    | 1840    | 1850    | 1860    | 1870    | 1880    | 1890    | 1900    | 1910    |
| -------------- | ------- | ------- | ------- | ------- | ------- | ------- | ------- | ------- | ------- | ------- |
| Počet obyvatel | 1 600   | 4 977   | 16 469  | 77 860  | 160 773 | 310 864 | 350 518 | 451 770 | 575 238 | 687 029 |
| Rok            | 1920    | 1930    | 1940    | 1950    | 1960    | 1970    | 1980    | 1990    | 2000    | 2010    |
| Počet obyvatel | 772 897 | 821 960 | 816 048 | 856 796 | 750 026 | 622 236 | 452 801 | 396 685 | 348 189 | 319 294 |

Podle sčítání lidu Spojených států amerických v roce 2010 ve městě Saint Louis žilo 319 294 lidí, kteří žili ve 142 057 domácnostech, z toho 67 488 domácností byly rodiny. Hustota obyvatelstva byla 5 158,2 lidí na čtvereční míli (1 990,6/km ²). Věková struktura města ukázala, že přibližně 24 % populace bylo 19 let a mladší, 9 % bylo 20 až 24, 31 % byly 25 až 44, 25 % bylo 45 až 64, a 11 % obyvatel bylo starší 65 let. Průměrný střední věk byl přibližně 34 let.
V roce 2000 byl střední příjem na domácnost ve městě 29 156 dolarů a střední příjem na rodinu byl 32 585 dolarů. Muži měli střední příjem 31 106 dolarů oproti 26 987 dolarů pro ženy.
St. Louis zažívalo pomalý růst od svého založení v roce 1760 do americké občanské války. Po válce rostlo rychleji společně s industrializací, populačního vrcholu dosáhlo v roce 1950. V roce 1950 žilo ve městě podle sčítání lidu 856 796 obyvatel, z toho 82 % byli běloši a 17,9 % Afroameričané. Poté se v důsledku bílého útěku město začalo vylidňovat, což je trend, který pokračuje dodnes.
Rasové složení:[zdroj?]
- 49,2 % Bílí Američané
- 43,9 % Afroameričané
- 0,3 % Američtí indiáni
- 2,9 % Asijští Američané
- 0,0 % Pacifičtí ostrované
- 1,3 % Jiná rasa
- 2,4 % Dvě nebo více ras

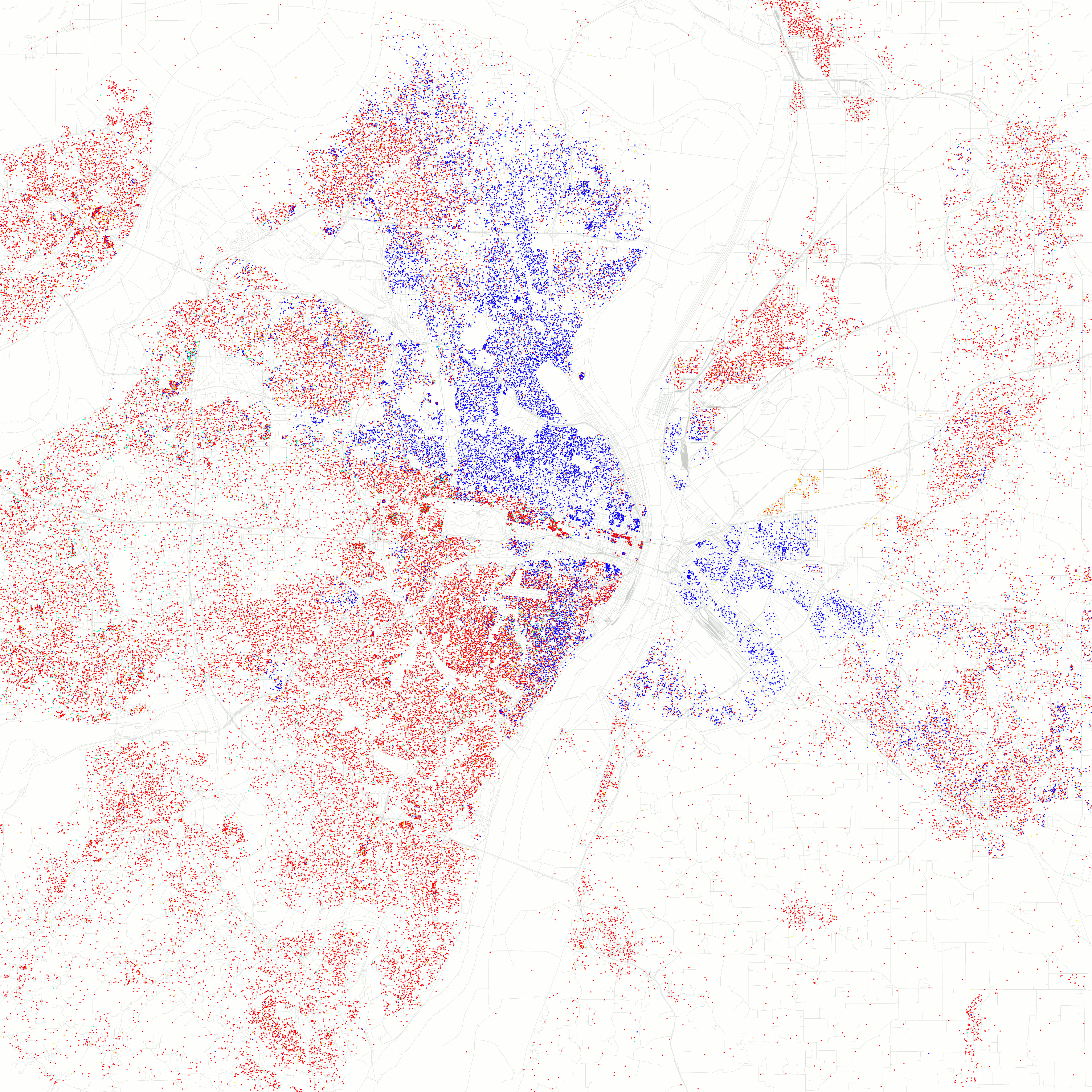
Rasové složení města St. Louis v 2010. Každá tečka představuje 25 obyvatel. Červené tečky jsou běloši, modré tečky černoši, zelené tečky Asiaté, oranžové tečky hispánci, šedé je ostatní

Obyvatelé hispánského původu, bez ohledu na rasu, tvořili 3,5 % populace.
St. Louis má ze všech měst v USA nejvyšší podíl vražd (65,83 na 100 000 obyvatel v roce 2017).

## Doprava

### Veřejná doprava
K veřejné dopravě slouží síť autobusů a dvě rychlodrážní tramvajové linky, které spojují letiště v St. Louis s letištěm Scott Air Force Base, které je za řekou Mississippi, ve státě Illinois.

## Sport
Jako spousta větších měst má i St. Louis své zastoupení v národních ligách MLB a NHL. V MLB nastupuje na stadionu Busch Stadium o kapacitě 43 975 diváků úspěšný tým St. Louis Cardinals, v NHL hraje klub St. Louis Blues, který má domov v Scottrade Center o kapacitě 19 250 diváků. St. Louis Rams, profesionální tým amerického fotbalu, v roce 1999 získal Super Bowl, ale v roce 2016 se vrátil do Los Angeles.

## Slavní rodáci
- Kate Chopin (1850–1904), americká autorka povídek a románů
- Thomas Stearns Eliot (1888–1965), anglický básník, esejista a dramatik, nositel Nobelovy ceny za literaturu za rok 1948
- Josephine Bakerová (1906–1975), francouzsko-americká herečka, zpěvačka a tanečnice
- Martha Gellhorn (1908–1998), americká spisovatelka, cestopiskyně, novinářka a válečná zpravodajka, manželka Ernesta Hemingwaye
- William Seward Burroughs (1914–1997), americký romanopisec, sociální kritik, duchovní otec beat generation, zakladatel kyberpunku
- Betty Grableová (1916–1973), americká herečka a modelka
- Shelley Wintersová (1920–2006), americká herečka, dvojnásobná držitelka Oscara
- Doris Hartová (1925–2015), americká tenistka
- Chuck Berry (1926–2017), americký kytarista, zpěvák a skladatel, průkopník rock and rollu
- Maya Angelou (1928–2014), americká spisovatelka, básnířka, scenáristka, filmová producentka, a aktivistka
- Kevin Kline (* 1947), americký filmový a divadelní herec
- Scott Bakula (* 1954), americký herec
- James Gunn (* 1966), americký režisér, scenárista, producent a herec
- Jon Hamm (* 1971), americký herec
- Akon (* 1973), senegalsko-americký zpěvák R&B, textař a hudební producent
- Sterling K. Brown (* 1976), americký herec
- Jack Dorsey (* 1976), americký internetový podnikatel, bývalý generální ředitel společnosti Twitter
- Evan Peters (* 1987), americký herec
- SZA (* 1989), americká R&B zpěvačka a skladatelka
- Taylor Momsen (* 1993), americká herečka, modelka a zpěvačka americké rockové skupiny The Pretty Reckless

## Fotogalerie

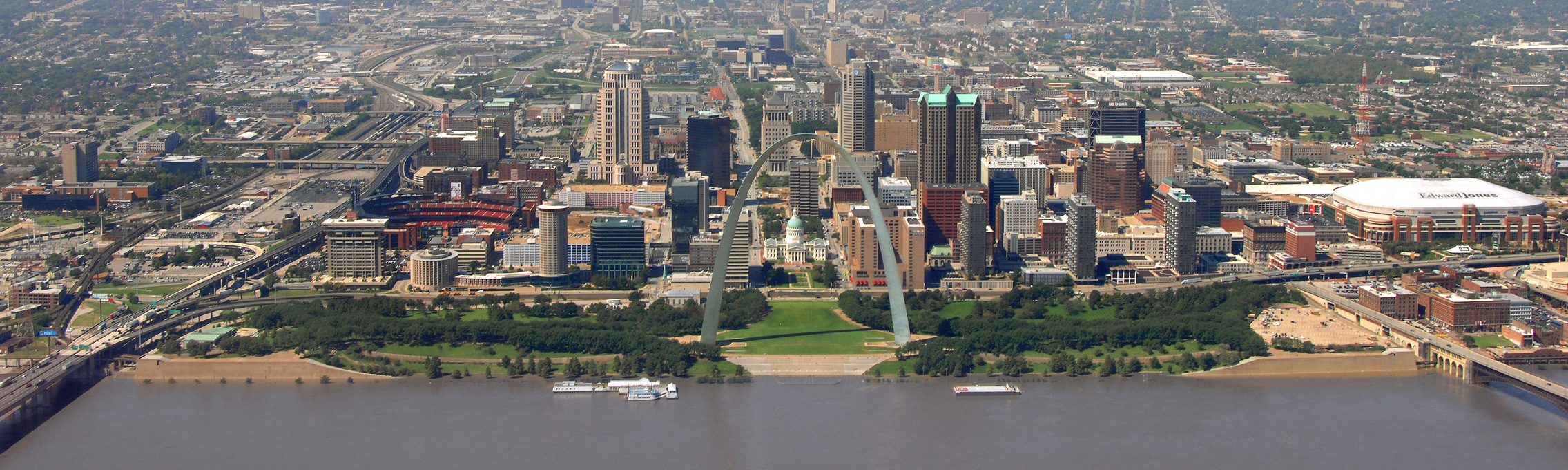
Centrum St. Louis v září 2008, pohled na západ.

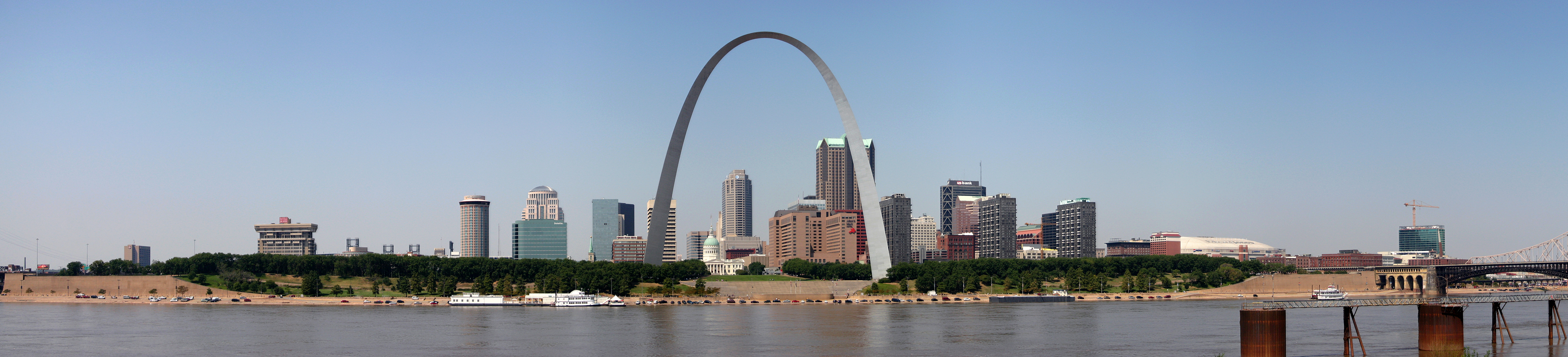
Centrum St. Louis v roce 2007, pohled na západ z East St. Louis.

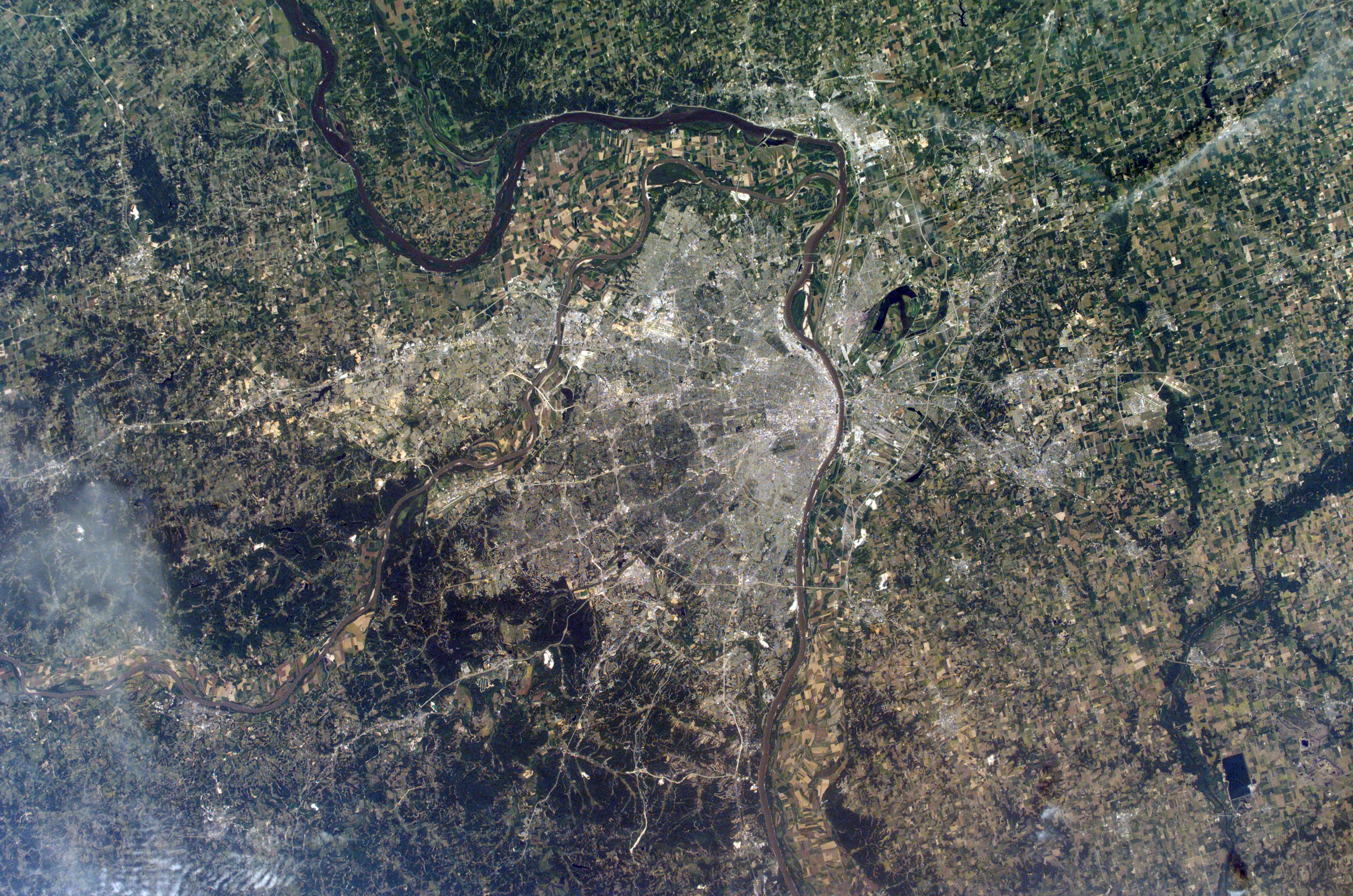
Satelitní snímek metropolitní oblasti Greater St. Louis
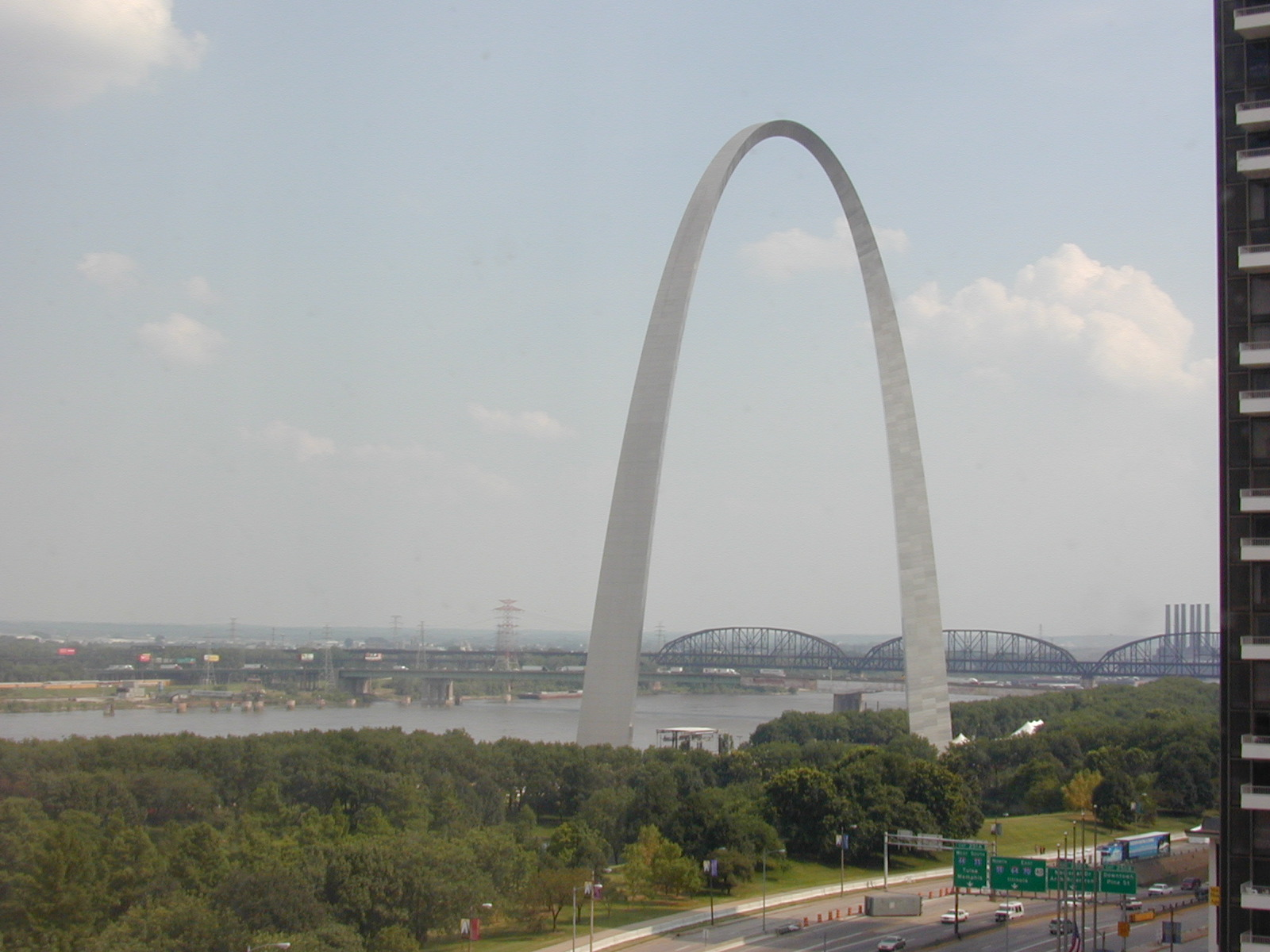
Gateway Arch v St. Louis
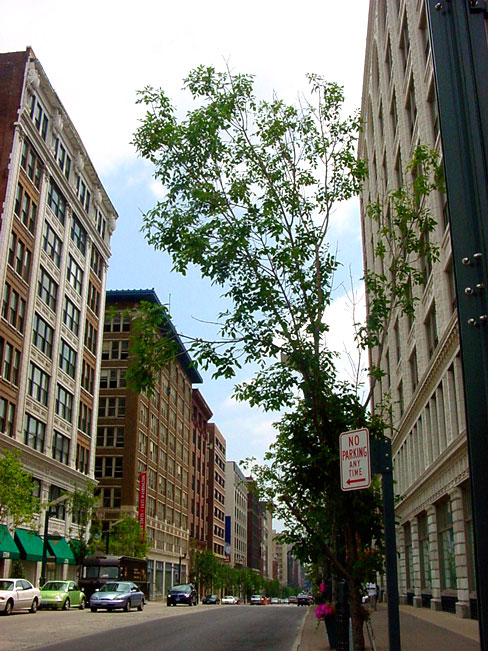
Washington Avenue

## Partnerská města
- Bologna, Itálie
- Bogor, Indonésie
- Distrikt Brčko, Bosna a Hercegovina
- Donegal, Irsko
- Galway, Irsko
- Georgetown, Guyana
- Lyon, Francie
- Nanking, Čína
- Saint-Louis, Senegal
- Samara, Rusko
- San Luis Potosí, Mexiko
- Stuttgart, Německo
- Suwa, Japonsko
- Štětín, Polsko
- Wu-chan, Čína